# Coppa Sabatini
Coppa Sabatini er et italiensk endagsløb i landevejscykling som arrangeres hvert år i oktober. Løbet er blevet arrangeret siden 1952. Løbet er af UCI klassificeret med 1.Pro og er en del af UCI ProSeries. 

## Vindere
| År                   | Vinder                   | Toer                   | Treer                 |
| -------------------- | ------------------------ | ---------------------- | --------------------- |
| 1952                 | Primo Volpi              | Enzo Nannini           | Rino Angelini         |
| 1953                 | Primo Volpi              | Odino Bardarelli       | Dante Rivola          |
| 1954                 | Rino Benedetti           | Bruno Landi            | Bruno Tognaccini      |
| 1955                 | Angelo Miserocchi        | Luciano Morini         | Giuseppe Pintarelli   |
| 1956                 | Idrio Bui                | Guido Carlesi          | Lino Grassi           |
| 1957                 | Gianbattista Gabelli     | Giacomo Fini           | Vinicio Marsili       |
| 1958                 | Giuseppe Pardini         | Vinicio Marsili        | Franco Boschi         |
| 1959                 | Rino Benedetti           | Giuseppe Fallarini     | Graziano Battistini   |
| 1960                 | Graziano Battistini      | Cleto Maule            | Armando Casodi        |
| 1961                 | Dino Bruni               | Giuseppe Pardini       | Jos Hoevenaars        |
| 1962                 | Alfredo Sabbadin         | Ercole Baldini         | Luigi Maserati        |
| 1963                 | Dino Bruni               | Bruno Mealli           | Walter Leto           |
| 1964                 | Italo Zilioli            | Graziano Battistini    | Franco Bitossi        |
| 1965                 | Luciano Armani           | Graziano Battistini    | Ugo Colombo           |
| 1966                 | Franco Bitossi           | Luciano Armani         | Tommaso De Pra        |
| 1967                 | Michele Dancelli         | Franco Bitossi         | Luciano Armani        |
| 1968                 | Franco Bitossi           | Wladimiro Panizza      | Renato Laghi          |
| 1969                 | Romano Tumellero         | Gianfranco Bianchin    | Franco Mori           |
| 1970                 | Gösta Pettersson         | Patrick Sercu          | Mauro Simonetti       |
| 1971                 | Roberto Poggiali         | Adriano Amici          | Donato Giuliani       |
| 1972                 | Antoine Houbrechts       | Albert Van Vlierberghe | Enrico Maggioni       |
| 1973                 | Mauro Simonetti          | Roger De Vlaeminck     | Franco Bitossi        |
| 1974                 | Wilmo Francioni          | Donato Giuliani        | Franco Bitossi        |
| 1975                 | Giovanni Battaglin       | Celestino Vercelli     | Pierino Gavazzi       |
| 1976                 | Piero Spinelli           | Giacinto Santambrogio  | Wilmo Francioni       |
| 1977 ikke arrangeret |                          |                        |                       |
| 1978                 | Francesco Moser          | Giuseppe Saronni       | Franco Bitossi        |
| 1979                 | Leonardo Mazzantini      | Graziano Salvietti     | Carmelo Barone        |
| 1980                 | Gianbattista Baronchelli | Giuseppe Saronni       | Francesco Moser       |
| 1981                 | Claudio Bortolotto       | Giancarlo Casiraghi    | Alessandro Paganessi  |
| 1982                 | Giuseppe Saronni         | Pierino Gavazzi        | Francesco Moser       |
| 1983                 | Moreno Argentin          | Davide Cassani         | Marino Lejarreta      |
| 1984                 | Silvano Contini          | Pierino Gavazzi        | Claudio Corti         |
| 1985                 | Marino Amadori           | Acácio da Silva        | Marino Lejarreta      |
| 1986                 | Jean-François Bernard    | Jaanus Kuum            | Marco Giovannetti     |
| 1987                 | Gianni Bugno             | Pierino Gavazzi        | Walter Magnago        |
| 1988                 | Claudio Corti            | Laurent Bezault        | Marco Votolo          |
| 1989                 | Maurizio Fondriest       | Antonio Fanelli        | Jürg Bruggmann        |
| 1990                 | Moreno Argentin          | Andreas Kappes         | Maurizio Fondriest    |
| 1991                 | Franco Chioccioli        | Stefano Colagè         | Franco Ballerini      |
| 1992                 | Stefano Zanini           | Andrei Tchmil          | Simone Biasci         |
| 1993                 | Claudio Chiappucci       | Giorgio Furlan         | Piotr Ugrumov         |
| 1994                 | Maurizio Fondriest       | Francesco Casagrande   | Claudio Chiappucci    |
| 1995                 | Davide Cassani           | Alessio Di Basco       | Stefano Colagè        |
| 1996                 | Bjarne Riis              | Gianni Faresin         | Claudio Chiappucci    |
| 1997                 | Andrea Tafi              | Alessandro Bertolini   | Davide Rebellin       |
| 1998                 | Emmanuel Magnien         | Michele Bartoli        | Davide Rebellin       |
| 1999                 | Dmitri Konyschew         | Marco Serpellini       | Mauro Zanetti         |
| 2000                 | Andrei Tchmil            | Gianni Faresin         | Sergio Barbero        |
| 2001                 | Dmitri Konyschew         | Serge Baguet           | Paolo Bettini         |
| 2002                 | Paolo Bettini            | Andrea Ferrigato       | Ruggero Marzoli       |
| 2003                 | Paolo Bossoni            | Luca Paolini           | Mirko Celestino       |
| 2004                 | Jan Ullrich              | Franco Pellizotti      | Michael Boogerd       |
| 2005                 | Alessandro Bertolini     | Rinaldo Nocentini      | Mirko Celestino       |
| 2006                 | Giovanni Visconti        | Ruggero Marzoli        | Enrico Gasparotto     |
| 2007                 | Giovanni Visconti        | Fränk Schleck          | Mykhajlo Khalilov     |
| 2008                 | Mykhajlo Khalilov        | Filippo Pozzato        | Stefano Garzelli      |
| 2009                 | Philippe Gilbert         | Giovanni Visconti      | Leonardo Bertagnolli  |
| 2010                 | Riccardo Riccò           | Marco Marcato          | Leonardo Bertagnolli  |
| 2011                 | Enrico Battaglin         | Davide Rebellin        | Daniel Moreno         |
| 2012                 | Fabio Duarte             | Miguel Ángel Rubiano   | Matteo Rabottini      |
| 2013                 | Diego Ulissi             | Andrea Pasqualon       | Davide Villella       |
| 2014                 | Sonny Colbrelli          | Mauro Finetto          | Franco Pellizotti     |
| 2015                 | Eduard Prades            | Maurits Lammertink     | Mauro Finetto         |
| 2016                 | Sonny Colbrelli          | Andrea Pasqualon       | Carlos Barbero        |
| 2017                 | Andrea Pasqualon         | Sonny Colbrelli        | Francesco Gavazzi     |
| 2018                 | Juan José Lobato         | Sonny Colbrelli        | Gianni Moscon         |
| 2019                 | Aleksej Lutsenko         | Sonny Colbrelli        | Simone Velasco        |
| 2020                 | Dion Smith               | Andrea Pasqualon       | Aljaksandr Rabusjenka |
| 2021                 | Michael Valgren          | Sonny Colbrelli        | Mathieu Burgaudeau    |
| 2022                 | Daniel Martínez          | Odd Christian Eiking   | Guillaume Martin      |
| 2023                 | Marc Hirschi             | Pavel Sivakov          | Tadej Pogačar         |
| 2024                 | Marc Hirschi             | Gregor Mühlberger      | Anders Foldager       |